# 松田軍平
松田 軍平（まつだ ぐんぺい 1894年 - 1981年）は、日本の建築家。松田平田設計の創始者。福岡県鞍手郡直方町（現・直方市）生まれ。

## 来歴
兄・松田昌平は旧門司三井倶楽部の設計者で知られる建築家。父の武一郎は鉱山技師。福岡工業学校から名古屋高等工業学校に進学し卒業後、清水組設計部に勤務。1921年に渡米し、コーネル大学で建築学を学ぶ。コーネル大学を卒業してアメリカの建築設計事務所、トローブリッジ・アンド・リヴィングストン事務所で修行。三井本館監理副主任に就任。三井銀行の本店と支店を担当した。
1931年（昭和6年）赤坂の地に兄と松田事務所を開設し、1942年にはコーネル大学卒業の藤井羊三、平田重雄を迎え、株式会社松田平田設計に発展、日本におけるパートナーシップにより運営される組織系建築設計事務所の草分け的存在となる。
1956年、それまでの日本建築設計監理協会から旧日本建築家協会（JAA）に改組改名したときの初代会長。1968年、再度会長に選任され、1975年、日本建築設計監理協会連合会の初代会長を務めた。更に、1970年から8年間は東京都建築事務所健保組合の理事を務めた。
主な作品に、旧三井物産門司支店（旧JR九州第一庁舎）、石橋迎賓館、奉天三井ビル、旧田島繁二邸（現南アフリカ共和国総領事公邸）、ほか。

## 主な作品
- 1933年 石橋徳次郎邸
- 1934年 旧三井高修伊豆別邸、昭和生命館
- 1936年 旧田島繁二邸
- 1937年 繋柱寺、旧三井物産門司支店、三井銀行新宿支店
- 1941年 大洋捕鯨株式会社本社、ブリヂストンタイヤ本社、近江屋ホテル
- 1946年 米軍空軍横田地区諸施設
- 1953年 琉球政庁舎
- 1960年 松田平田設計事務所ビル

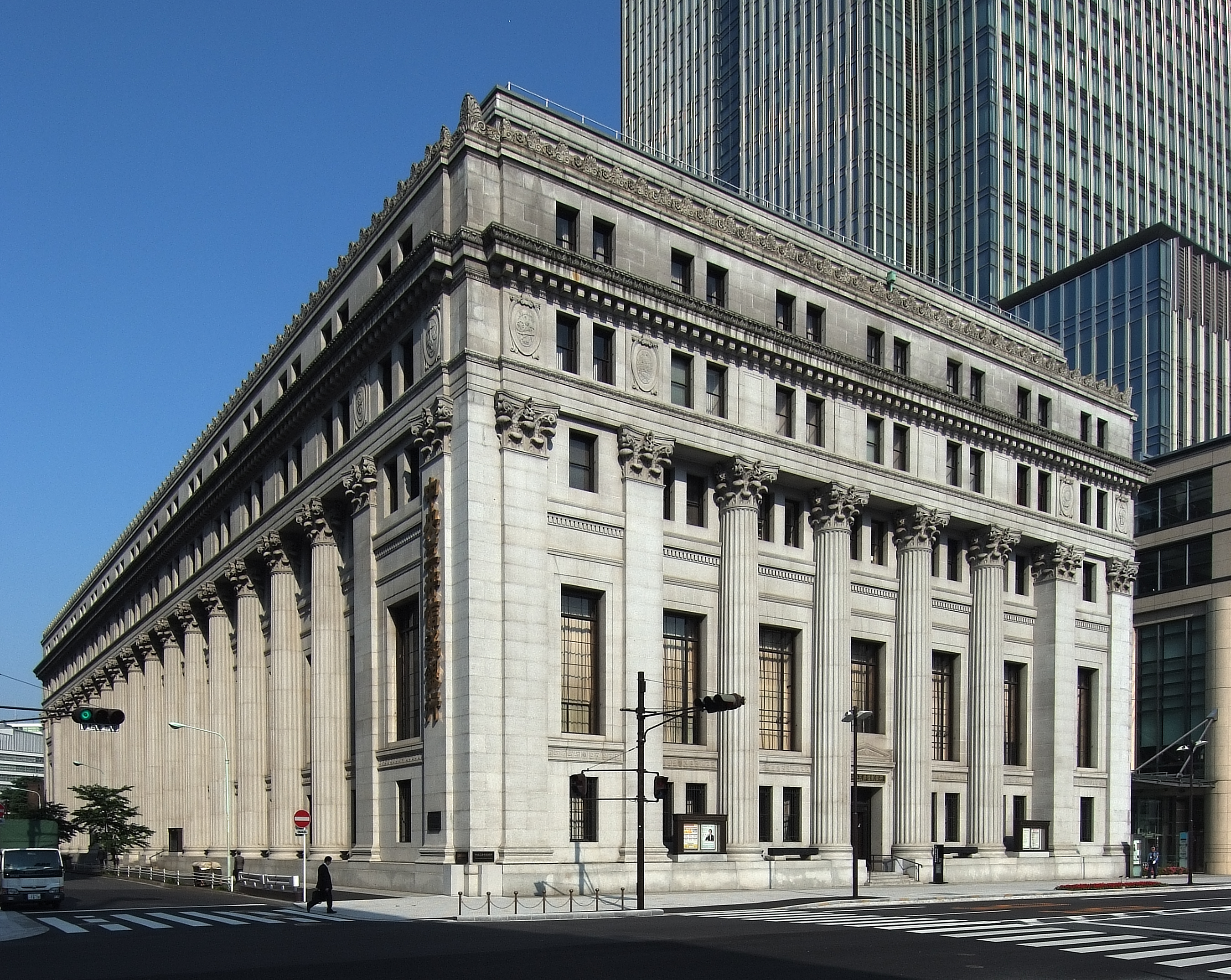
三井本館（1929年）
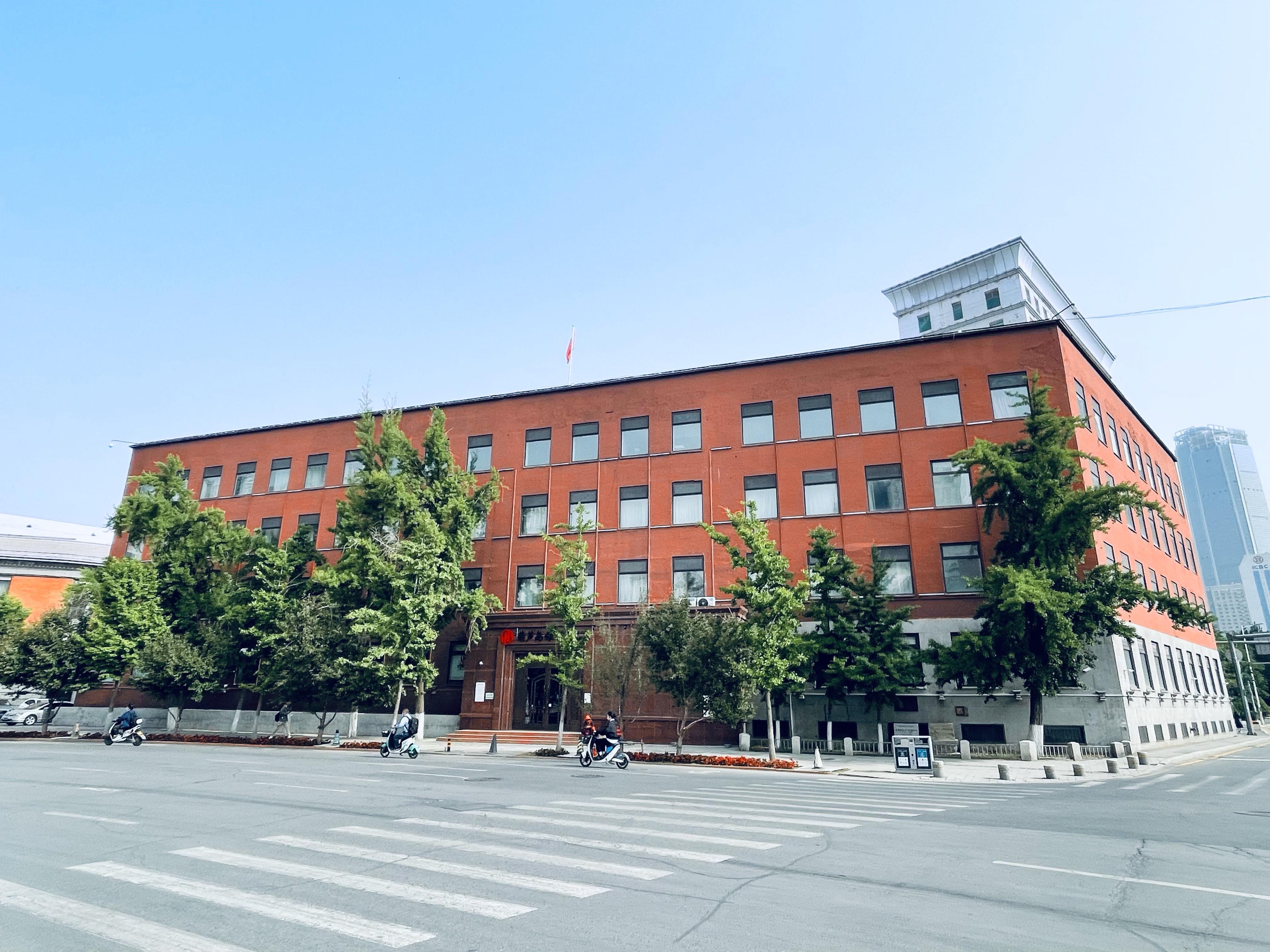
奉天三井ビル（1937年）
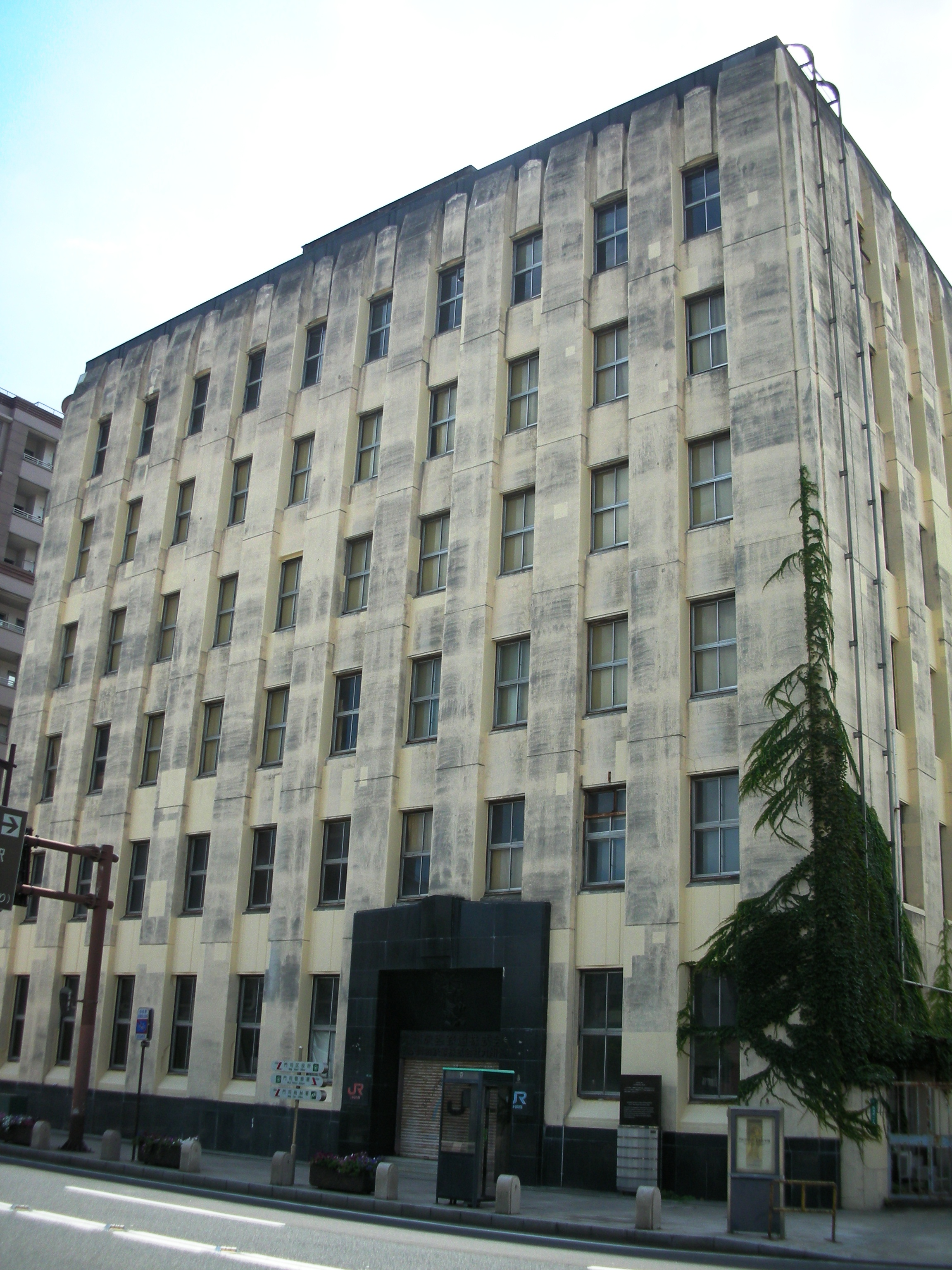
三井物産門司支店（1937年）
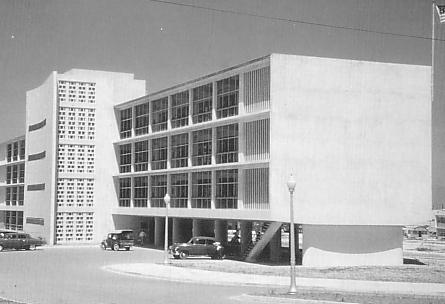
琉球政府行政府ビル（1953年）

著作
- 『松田軍平 回顧録』中央公論事業出版、1984年

## コーネル大学の同輩
- 戸野琢磨
- 横河時介